# Stay with Me (canción de Calvin Harris)
«Stay with Me» es una canción del DJ y productor discográfico escocés Calvin Harris y los cantautores estadounidenses Justin Timberlake, Halsey y Pharrell Williams. Fue lanzada el 15 de julio de 2022 a través de Columbia Records como el tercer sencillo del sexto álbum de estudio de Harris Funk Wav Bounces Vol. 2. La canción fue escrita por los cuatro artistas y James Fauntleroy, mientras la producción fue hecha por Harris.
La canción forma parte de la banda sonora de Top Spin 2K25, videojuego lanzado en el año 2024 para las consolas PlayStation 5 y Xbox Series X/S.

## Antecedentes
El 6 de julio de 2022, Harris anunció la colaboración, el título de la canción y la fecha de lanzamiento, con una imagen de los cuatro artistas en el rodaje del vídeo musical. Antes del lanzamiento del sencillo, Williams ya había trabajado con Harris y Timberlake en ocasiones distintas. Williams apareció junto a la cantante estadounidense Katy Perry y el rapero estadounidense Big Sean en la canción del productor «Feels». Williams y Timberlake trabajaron juntos en el tema conjunto de 2014 «Brand New»

## Composición y letras
Es una canción pop y disco inspirada en el funk. La producción de la base se centra en una "guitarra crujiente y un bajo grueso en toda la pista" lo que da como resultado un estilo psicodélico. Williams usa un tono alto en el pre-estribillo. En el estribillo, Halsey canta sobre una pista de funk. Y al final ella y Timberlake hacen un dueto en el post-estribillo.

## Video musical
El video musical oficial fue dirigido por Emil Nava, se estrenó en el canal de YouTube de Harris junto con la canción el 15 de julio de 2022. El video muestra a Harris, Timberlake, Halsey y Williams luciendo colores brillantes mientras interpretan la canción, con Timberlake imitando una guitarra en el aire con sus manos y bailando en una pasarela móvil. El video musical también agrega un outro extendido: este outro se titula «Stay With Me (Part 2)» y sigue después del sencillo en Funk Wav Bounces Vol. 2.